# Андрюшина, Екатерина Сергеевна
Екатерина Сергеевна Андрюшина (род. 17 августа 1985, Москва) — российская гандболистка, двукратная чемпионка мира в составе национальной сборной России. Выступала за российские клубы «Луч» и «Звезда», а также французский «Мец». Завершила карьеру игрока в 2015 году. Ныне работает помощником тренера Эмманюэля Майоннада в «Меце», в 2019—2021 годах также работала в сборной Нидерландов.

## Карьера
Чемпионка мира 2007 и 2009 годов. Серебряный призёр Олимпийских игр 2008 года. Серебряный призёр чемпионата Европы 2006 года.
На чемпионате мира 2009 года играла не в полную силу из-за последствий множества травм, но выиграла его со сборной России.
За сборную России (на 20 декабря 2009 года) провела 81 матч, забила 192 мяча. Заслуженный мастер спорта России.
Чемпионка России (2007), серебряный призёр чемпионатов России (2008, 2009, 2010), победитель Кубка ЕГФ (2007), Лиги чемпионов (2008) и Суперкубка ЕГФ (2008).
В 2019 году сборная Нидерландов, где Андрюшина работает помощником главного тренера, впервые в истории стала чемпионом мира.
Мать — Светлана Андрюшина, тренер вратарей звенигородской «Звезды».

## Награды и звания
- Заслуженный мастер спорта России
- Медаль ордена «За заслуги перед Отечеством» II степени (2 августа 2009) — за большой вклад в развитие физической культуры и спорта, высокие спортивные достижения на Играх XXIX Олимпиады 2008 года в Пекине[2]

## Игровая карьера
- 2000—2007 —  «Луч» (Москва)
- 2007—2011 —  «Звезда» (Звенигород)
- 2011—2015 —  «Мец[англ.]» (Мец)

## Достижения
- 2-кратная чемпионка мира (2007, 2009).
- Серебряный (2006) призёр чемпионата Европы.
- Чемпионка России (2007).
- Победитель Кубка России (2010).
- Победитель Лиги чемпионов (2008).
- Обладатель Кубка ЕГФ (2007).
- Серебро на летних Олимпийских играх 2008 года.
- 2-кратная чемпионка Франции (2013, 2014).
- 2-кратная обладательница Кубка Франции (2013, 2015).
- Победительница Кубка Лиги (2014).